# Ya.com
Ya.com o Yacom és una companyia de telecomunicacions espanyola creada el juny de 1999 per Jazztel Telecomunicaciones. El Setembre del 2000 Deutsche Telekom, a través de la seva filial d'Internet T-Online International, compra el 100% del capital social de Ya.com. Ya.com és propietat d'Orange Espanya, empresa francesa del grup France Télécom que va comprar Ya.com el juny de 2007 a l'empresa alemanya T-Online, pertanyent al grup Deutsche Telekom. L'1 de setembre de 2012 va deixar de comercialitzar-se per ordre d'Orange Espanya.